# Боровые (Тетерковский сельсовет)
Боровые (бел. Боровые) — хутор в Браславском районе Витебской области Беларуси. Входит в состав Тетерковского сельсовета.

## География
Хутор находится в западной части Витебской области, к северу от озера Иново, на расстоянии приблизительно 11 километров (по прямой) к юго-востоку от города Браслав, административного центра района. Абсолютная высота — 162 метра над уровнем моря. Площадь населённого пункта — 0,0387 км².

## История
По состоянию на 1905 год, в застенке проживало 20 человек (13 мужчин и 7 женщин). В административном отношении входил в состав Иодской волости Дисненского уезда Виленской губернии.
В 1921 году входил в состав гмины Йоды Дисенского повета Виленского воеводства Второй Польской республики. Числилось 19 жителей (9 мужчин и 10 женщин), проживавших в 3 домах. В этническом составе населения того периода поляки составляли 100 %. В конфессиональном составе населения преобладали православные христиане (100 %).

## Население
По данным переписи 2019 года, на хуторе проживало 4 человека.
| Год  | Население, человек |
| ---- | ------------------ |
| 1905 | 20                 |
| 1921 | ↘ 19               |
| 2009 | ↘ 7                |
| 2019 | ↘ 4                |